# Shelpek

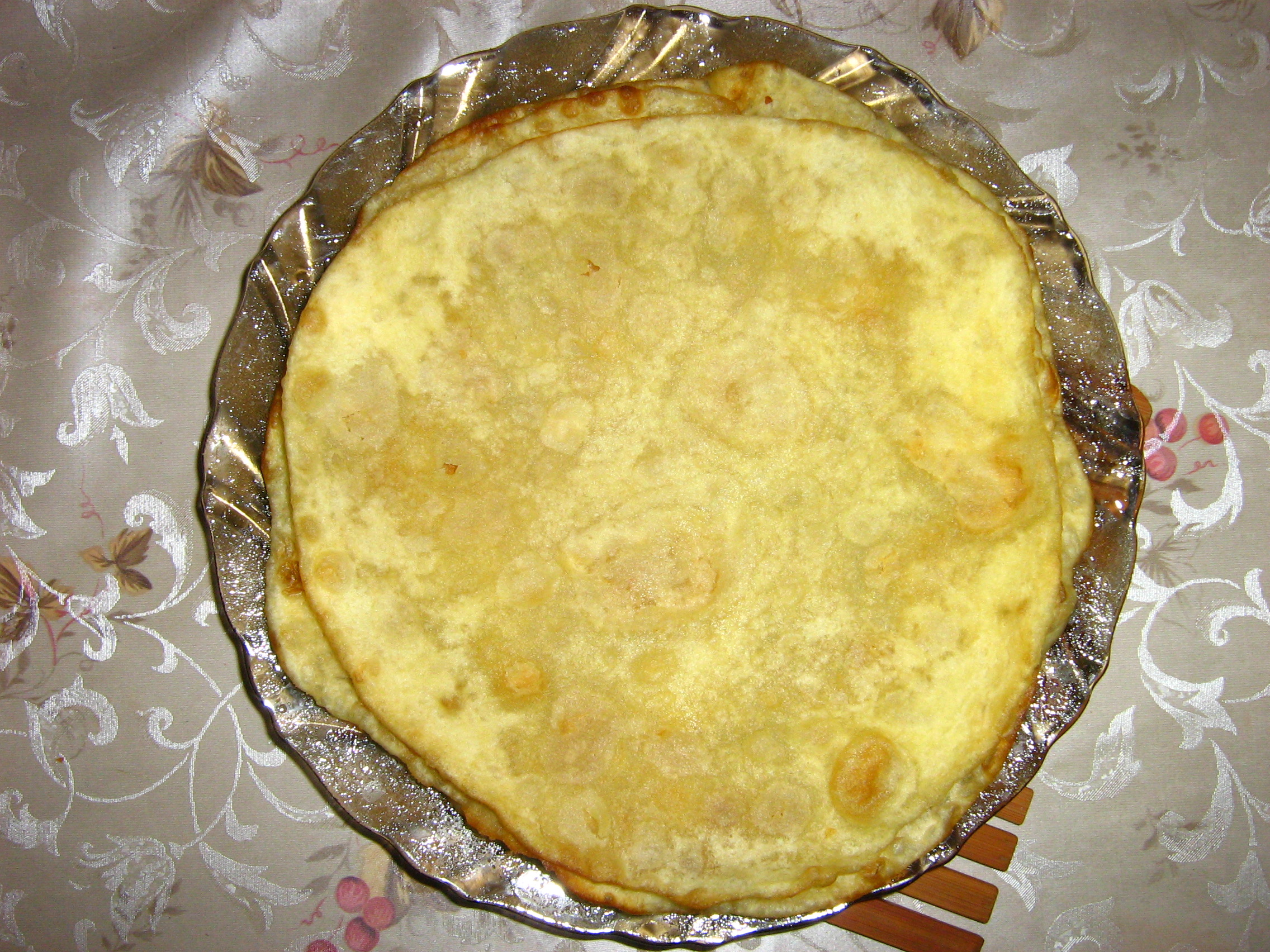

Le shelpek (du kazakh : Шелпек ; également, kirghize : май токоч, челпек (mai tokoch chelpek) ; turkmène : çelpek (celpek) ; ouzbek : чалпак (chalpak); ouïghour : чалпак (chalpyak)) est un pain plat traditionnel kazakh, également consommé chez les voisins turcs d'Asie centrale.
Il est constitué de farine, lait, sucre, beurre, crème aigre, huile végétale, bicarbonate de sodium et sel. Il peut être accompagné de viande de mouton ou cheval hachée, de haricots rouges ou de fromage.
On consomme également au Kazakhstan le pain tandoori.